# Людовик (дофін Вьєннський)
Людовик Гієнський (фр. Louis de Guyenne; 22 січня 1397 —18 грудня 1415) — 6-й дофін Вьєнський та герцог Аквітанський у 1401—1415 роках.

## Життєпис
Походив з династії Валуа. Третій син Карла VI, короля Франції, та Ізабелли Баварської. Народився 1397 року у Парижі, хрещений у церкві Сен-Поль-Сен-Луї. Дитинство провів під опікою матері.
Після смерті старшого брата Карла у 1401 році отримав титули спадкоємця трону — дофіна Вьєннського та герцога Аквітанського. Втім з цього моменту титул герцога Аквітанії офіційно перетворився на титул герцога Гієні. Тому Людовик відомий як «Гієнський». Також був зведений у перство. Проте фактично керував Гієню родич Жан I Беррійський. 1403 року видано рішення, за яким встановлено регентську раду на випадок смерті Карла VI при можливому королі Людовику.
Весь час перебував при дворі свого батька, не втручаючись у суперечку арманьяків та бургійонів. 1404 року оженився на «успадкованій» 1403 року нареченій свого брата, Маргариті Бургундській. Того ж року було закладено його власний будинок у Парижі (готель), окремий від батьків.
Як спадкоємця трону Людовика намагалися використовувати різні партії. 1405 року герцог Орлеанський спробував викрасти дофіна, щоб від його імені керувати, проте невдало. 1409 року, незважаючи на молодість, його призначено головою королівської ради (в цей час у батька був черговий приступ безумства). Втім тут керували мати-королева Ізабелла та герцог Жан Бургундський. У 1410 та 1412 роках виступив гарантами миру між арманьяками та бургійонами. У 1412 році Людовик стає графом Мортен.
Втім у 1413 році Людовик зробив спробу звільнитися від впливу радників. У цей час відбулося повстання кабош'єнів (союзників бургійонів), які захопили владу у Парижі. За підбурювання Жана Бургундського кабош'єнами було вбито канцлера Жана Жувенеля Орсіні та 50 прихильників дофіна. У відповідь Людовик уклав союз з арманьяками, яким сприяв у захопленні Парижу та придушенні повстання кабош'єнів.
Втім через деякий час дофін розчарувався в арманьяках, що встановили режим терору, фактично відсторонивши дофіна від будь-якого управління. Тоді Людовик звернувся до Жана Бургундського про допомогу, але той не відповів схвально. Така ситуація тривала до укладання Арраського мирного договору між Францією та Англією. у 1414 році.
Не брав участь у битві при Азенкурі 1415 року. Невдовзі помер у Руані, де був присутнім разом з батьком. За однією з версій причиною смерті була дизентерія. Титул дофіна перейшов до молодшого брата Жана Туренського, а титул герцог Аквітанії повернуто королю Франції.

## У художній літературі
1. Дама з покритою головою. Femme couverte (роман, 2018) Анастасії Байдаченко